# Biblioteca Ayacucho
Die Biblioteca Ayacucho (Ayacucho-Bibliothek) ist eine 1974 gegründete öffentliche Einrichtung (Fundación Biblioteca Ayacucho) in Venezuela, deren Aufgabe die Neuausgabe und Veröffentlichung der Klassiker der Literatur der lateinamerikanischen und karibischen Länder und zeitgenössischer Texte ist. Bis heute wurden mehr als 250 Titel veröffentlicht. Unter der Aufsicht des venezolanischen Kulturministeriums wurde sie seit 2004 von dem Schriftsteller Humberto Mata (1949–2017) geleitet.
Die Einrichtung wurde unter der Schirmherrschaft des uruguayischen Essayisten und Literaturkritikers Ángel Rama (1926–1983) und des venezolanischen Schriftstellers und Politikers José Ramón Medina (1919–2010) durch ein Dekret des venezolanischen Präsidenten Carlos Andrés Pérez vom 10. September 1974 gegründet. Ihr Name stammt von der Schlacht bei Ayacucho (1824), die den Sieg der Republikaner während der südamerikanischen Unabhängigkeitskriege besiegelte.
Der erste Band der Biblioteca Ayacucho ist Doctrina del Libertador (Doktrin des Befreiers) des in Caracas, Neugranada, geborenen Simón Bolívar (1783–1830) mit hundert grundlegenden Dokumenten in chronologischer Reihenfolge zur Entfaltung der Ideen des südamerikanischen Unabhängigkeitskämpfers und Nationalhelden mehrerer südamerikanischer und karibischer Länder. Auch verschiedene andere Titel über die lateinamerikanische Unabhängigkeit finden sich in der Reihe bis hin zu Noli me tangere José Rizal (1861–1896) von den Philippinen.
Auch andere Reihen werden von der Fundación Biblioteca Ayacucho herausgegeben, ebenfalls das Diccionario Enciclopédico de las Letras de América Latina.

## Biblioteca Ayacucho Digital
Über die Biblioteca Ayacucho Digital hat man freien Zugang zu den Klassikern der lateinamerikanischen intellektuellen Produktion.
Die folgende Übersicht erhebt keinen Anspruch auf Aktualität oder Vollständigkeit.

## Auswahl
Quelle: Biblioteca Ayacucho Digital – Die folgende Auflistung (Stand: 30. Dezember 2018) in der Reihenfolge nach bibliotecayacucho.gob.ve enthält Titel aus mehreren Reihen der/von Biblioteca Ayacucho.
- 1 Simón Bolívar (Venezuela, 1783 Kolumbien, 1830): Doctrina del Libertador
- 3 José Enrique Rodó (Uruguay, 1871 Italien, 1917): Ariel. Motivos de Proteo
- 4 José Eustasio Rivera (Kolumbien, 1888–1928): La Vorágine
- 5 Inca Garcilaso de la Vega: Comentarios Reales, I
- 6 Inca Garcilaso de la Vega: Comentarios Reales, II
- 7 Ricardo Palma (Peru, 1833–1919): Cien tradiciones peruanas
- 8 Teatro rioplatense (1886–1930)
- Simón Bolívar: Discursos y proclamas (Reden und Proklamationen)
- 9 Rubén Darío (Nicaragua, 1867–1916): Poesía
- 10 José Rizal (Philippinen, 1861–1896): Noli me tangere
- 12 Domingo Faustino Sarmiento: Facundo
- 14 Manuel González Prada (Peru, 1844–1918): Páginas libres. Horas de lucha
- 15 José Martí (Kuba, 1853–1895): Nuestra América
- 16 Salarrué (El Salvador, 1899–1975): El ángel del espejo
- 17 Alberto Blest Gana (Chile, 1830 Frankreich, 1920): Martín Rivas
- 20 José Asunción Silva (Kolumbien, 1865–1896): Obra Completa
- 21 Justo Sierra (Mexiko, 1848 Spanien, 1912): Evolución política del pueblo mexicano
- 22 Juan Montalvo (Ecuador, 1832 Frankreich, 1889): Las Catilinarias. El cosmopolita. El regenerador
- 23 Pensamiento político de la emancipación (1790–1825), I
- 24 Pensamiento político de la emancipación (1790–1825), II
- 25 Manuel Antônio de Almeida (Brasilien, 1831–1861): Memorias de un sargento de milicias
- 26 Utopismo socialista (1830–1893)
- 28 Literatura del México antiguo Digitalisat
- 29 Poesía gauchesca (Bartolomé Hidalgo u. a.)
- 30 Rafael Barrett (1876–1910): El dolor paraguayo
- 31 Pensamiento conservador (1815–1898)
- 33 Joaquim Maria Machado de Assis (Brasilien, 1839–1908): Cuentos
- 34 Jorge Isaacs (Kolumbien, 1837–1895): María
- 35 Juan de Miramontes y Zuázola: Armas antárticas
- 36 Rufino Blanco Fombona (Venezuela, 1874 Argentinien, 1944): Ensayos históricos
- 37 Pedro Henríquez Ureña: La utopía de América (Dominikanische Republik, 1884 Argentinien, 1946)
- 39 La reforma universitaria (1918–1930)
- 40 José Martí (Kuba, 1853–1895): Obra literaria
- 43 Fray Servando Teresa de Mier (Mexiko, 1753–1827): Ideario político
- 46 Julio Herrera y Reissig (Uruguay, 1875–1910): Poesía completa y prosa selecta
- 49 Afonso Henriques de Lima Barreto (Brasilien, 1881–1922): Dos novelas: Recuerdos del escribiente Isaías Caminha. El triste fin de Policarpo Quaresma.
- 50 Andrés Bello (Venezuela, 1781 Chile, 1865): Obra literaria
- 51 Pensamiento de la ilustración. Economía y sociedad iberoamericanas en el siglo XVIII.
- 52 Joaquín María Machado de Assis: Quincas Borba
- 1 José María Antepara: Miranda y la emancipación suramericana
- 55 Manuel Zeno Gandía (Puerto Rico, 1855–1930): La charca
- 57 Literatura maya (Literatur der Maya – Erklärungen zu den vorspanischen Kulturen von Guatemala und Yucatan, den Sprachen Yucatece, Chontal, Quiché, Cakchiquel und Pokonchi)
- 61 Carlos Vaz Ferreira (Uruguay, 1872–1958): Lógica viva. Moral para intelectuales
- 62 Franz Tamayo (Bolivien, 1879–1956),: Obra escogida
- 63 Guillermo Enrique Hudson (Argentinien, 1841 England, 1922): La tierra purpúrea. Allá lejos y hace tiempo.
- 64 Francisco López de Gómara (ca. 1511 – ca. 1564): Historia general de las Indias y Vida de Hernán Cortés
- 66 Juan Rodríguez Freyle (Colombia, 1566–1640): El carnero
- 67 Tradiciones hispanoamericanas (Ricardo Palma u. a.)
- 68 Proyecto y construcción de una nación (Argentina 1846–1880)
- 69 José Carlos Mariátegui (Peru, 1895–1930): 7 ensayos de interpretación de la realidad peruana (REEDICIÓN)
- 71 Pensamiento positivista latinoamericano, I (Leopoldo Zea)
- 72 Pensamiento positivista latinoamericano, II
- 73 José Antonio Ramos Sucre (Venezuela, 1890–1930): Obra completa
- 74 Alejandro de Humboldt (1769–1859): Cartas americanas
- 75 Felipe Guamán Poma de Ayala: Nueva corónica y Buen gobierno, I
- 76 Felipe Guamán Poma de Ayala: Nueva corónica y Buen gobierno, II
- 82 Juan de Velasco (Ecuador, 1727 Italia, 1792): Historia del reino de Quito
- 84 Oswald de Andrade (Brasilien, 1890–1954): Obra escogida
- 86 Manuel Díaz Rodríguez (Venezuela, 1871 Vereinigte Staaten, 1927),: Narrativa y Ensayo
- 87 Cirilo Villaverde (Kuba, 1812 Vereinigte Staaten, 1894): Cecilia Valdés o la Loma del ángel
- 88 Horacio Quiroga (Uruguay, 1878 Argentinien, 1937): Cuentos.
- 89 Eugenio de Santa Cruz y Espejo (Ecuador, 1747–1795): Obra educativa
- 90 Antonio José de Sucre (Venezuela, 1795 Kolumbien, 1830): De mi propia mano
- 92 Justo Arosemena (Panama, 1817–1896): Fundación de la nacionalidad panameña
- 93 Sílvio Romero (Brasilien, 1851–1914): Ensayos literarios
- 94 Juan Ruiz de Alarcón (Mexiko, 1580 Spanien, 1639): Comedias
- 96 José Cecilio del Valle (Honduras, 1777–1834): Obra escogida
- 97 Eugenio María de Hostos (Puerto Rico, 1839 Dominikanische Republik, 1903): Moral social. Sociología
- 98 Juan de Espinosa Medrano: Apologético
- 99 Amadeo Frezier (1682–1773): Relación del viaje por el Mar del Sur
- 104 Ricardo Güiraldes (Argentinien, 1886–1927): Don Segundo Sombra. Prosas y poemas
- 105 Lucio V. Mansilla: Una excursión a los indios ranqueles (Argentinien, 1831–1913),
- 106 Carlos de Sigüenza y Góngora (Mexiko, 1645–1700): Seis obras
- 107 Juan del Valle y Caviedes: Obra completa
- 109 Bartolomé de Las Casas (Spanien 1474–1566): Historia de las Indias, II
- 110 Bartolomé de Las Casas (Spanien 1474–1566):  Historia de las Indias, III
- 112 Letras de la Audiencia de Quito (Período jesuítico) (17. u. 18. Jhd.)
- 113 Roberto J. Payró (Argentinien, 1867–1928): Obras
- 114 Alonso Carrió de la Vandera (1715–1783): El lazarillo de ciegos caminantes
- 115 Costumbristas cubanos del siglo XIX (Mariano José de Larra, Ramón de Mesonero y Romanos)
- 121 Hernando Domínguez Camargo (Bogota, 1601 Tunja, 1656),: Obras
- 155 El anarquismo en América Latina
- 175 José de Oviedo y Baños (1671–1738): Historia de la conquista y población de la Provincia de Venezuela
- 178 Testimonios, cartas y manifiestos indígenas (Desde la conquista hasta comienzos del siglo XX)
- 184 Miguel Antonio Caro (1843–1909): Obra selecta
- 186 Clorinda Matto de Turner (1852–1909): Aves sin nido
- 189 Gabriela Mistral (1889–1957): Poesía y prosa
- 191 César Dávila Andrade (1919–1967): Poesía, Narrativa, Ensayo
- 192 Luis Beltrán Guerrero (1914–1997): Ensayos y poesías
- 197 Sor Juana Inés de la Cruz (1648–1695): Obra selecta, I
- 198 Sor Juana Inés de la Cruz: Obra selecta, II
- 200 Juan Germán Roscio (1763–1821): El triunfo de la libertad sobre el despotismo
- 202 José Gervasio Artigas (1764–1850): Obra selecta
- 207 Luis Carlos López (1879–1950): Obra poética
- 215 Jacques Roumain (Haiti, 1907–1944): Gobernadores del rocío y otros textos
- 217 Alberto Adriani (1892–1936): Textos escogidos
- 219 Francisco Lazo Martí: Poesía
- 2 Leopoldo Lugones: El payador
- 3 César Vallejo (1892–1938): Poemas escogidos
- 6 Francisco de Miranda (1750–1816): Documentos fundamentales
- 7 Fray Bartolomé de Las Casas: Vida de Cristóbal Colón
- 9 José Antonio Ramos Sucre: Antología
- 10 Antonio José de Sucre: Documentos selectos
- 11 Andrés Bello (1781–1865): Antología esencial
- 12 Julio Herrera y Reissig (1875–1910): Nueva antología de sus poemas
- 13 Juan Montalvo (1832–1889): Páginas escogidas
- 14 José Enrique Rodó (1871–1917): Ariel y Proteo selecto
- 15 Cronistas del Río de la Plata
- 16 Ricardo Palma (1833–1919): Tradiciones limeñas
- 17 Bernardo de Vargas Machuca: Milicia indiana
- 18 Poesía amorosa latinoamericana
- 19 Rubén Darío: Cuarenta y cinco poemas
- 20 Clásicos de la literatura infantil-juvenil de América Latina y el Caribe
- 21 Estética del modernismo hispanoamericano
- 23 Crónicas de los patagones
- 24 Crónicas de El Dorado
- 1 Domingo Faustino Sarmiento (1811–1888): Recuerdos de provincia
- 2 Rafael de Nogales Méndez (1877–1937): Memorias, I
- 3 Rafael de Nogales Méndez (1877–1937): Memorias, II
- 4 La vida de Rubén Darío escrita por él mismo
- 5 Luis Alberto Sánchez: Flora Tristán [(1803–1844)]: una mujer sola contra el mundo
- 7 Germán Arciniegas: Los comuneros, I
- 8 Germán Arciniegas: Los comuneros, II
- 9 Francisco de Miranda (1750–1816): Diario de Moscú y San Petersburgo
- 10 Enrique Gómez Carrillo (1873–1927): La vida parisiense
- 11 Rubén Darío: Retratos y figuras
- 12 Alejandro de Humboldt: Breviario del Nuevo Mundo
- 13 José María Vargas Vila: Rubén Darío
- 14 Fray Servando Teresa de Mier: Memorias
- 15 José Enrique Rodó (1871–1917): Ciudadano de Roma
- 16 Manuel Díaz Rodríguez (1868–1927): Camino de perfección
- 17 Amado Nervo (1870–1919): Crónicas
- 18 Ezequiel Martínez Estrada: El hermano Quiroga. Cartas de Quiroga a Martínez Estrada
- 19 Domingo de Alcalá: Defensa de Sucre [Antonio José de Sucre (1795–1830)]
- 20 José Martí (1853–1895): Cartas de amistad
- 21 César Vallejo: Crónicas de poeta
- 22 Joaquim Nabuco (1849–1910): Mi formación
- 24 Miguel de Unamuno (1864–1936): Americanidad
- 25 José Martí (1853–1895): Escenas norteamericanas
- 26 Manuel Gutiérrez Nájera (1859–1895): La música y el instante
- 27 Rufino Blanco-Fombona (Venezuela, 1874 Argentinien, 1944): Hombres y libros
- Cronología. Latinoamérica y el mundo (900 a.C. – 1985 d.C.)
- Cronología 1985–1991. Suplemento.
- Gustavo Pereira: Costado indio (Sobre poesía indígena venezolana y otros textos)
- 222 Nataniel Aguirre (Cochabamba, Bolivien, 1843 Montevideo, Uruguay, 1888),: Juan de la Rosa. Memorias del último soldado de la Independencia
- 223 Luis Orrego Luco: Casa Grande. Escenas de la vida en Chile
- 226 Pedro de Cieza de León: Crónica del Perú. El señorio de los Incas
- 227 Juan Bautista Alberdi (1810–1884): Política y sociedad en Argentina
- 228 José María Eguren: Obra Poética. Motivos
- 28 Domingo Faustino Sarmiento (1811–1888): Viaje a Francia
- 29 Miguel Cané (1851–1905): En viaje
- Amenodoro Urdaneta: Cervantes y la crítica
- 234 Alcides Arguedas: Raza de Bronce
- 236 Jesús Semprum: Crítica, visiones y diálogos
- 26 Sor Juana Inés de la Cruz (Mexiko, 1648–1695): Polémica
- 27 Manuel González Prada (1844–1918): Pensamiento y librepensamiento
- 28 La Independencia de Hispanoamérica. Declaraciones y Actas
- 29 Alejandro de Humboldt: Ensayo político sobre la isla de Cuba
- 30 Luis Beltrán Prieto Figueroa: El Estado docente
- 31 Luis Beltrán Prieto Figueroa: El magisterio americano de Bolívar
- 238 Juan María Gutiérrez (Argentinien, 1809–1878): De la poesía y elocuencia de las tribus de América y otros textos
- 239 Madre Francisca Josefa de la Concepción de Castillo: Su vida
- 244 Arístides Rojas: Orígenes venezolanos (historia, tradiciones, crónicas y leyendas)
- 33 José Carlos Mariátegui (Peru, 1984–1930),: Literatura y estética
- 30 Ricardo Palma: Tradiciones en salsa verde y otros textos (NOVEDAD)